# Variabele spitskopmot
De variabele spitskopmot (Ypsolopha ustella) is een vlinder uit de familie Ypsolophidae.

## Beschrijving
De spanwijdte van de vlinder bedraagt tussen de 15 en 20 millimeter. Er zijn veel verschillende kleuringen van de vleugels, waardoor deze soort makkelijk kan worden verward met andere Ypsolophidae. De soort overwintert als imago.
De variabele spitskopmot heeft de eik als waardplant.
De variabele spitskopmot is in Nederland en in België een vrij algemene soort, die verspreid over het hele gebied kan worden gezien. De vlinder kan vrijwel het hele jaar door worden waargenomen.